# Гуттен-Чапский, Эмерик Август
Граф Эмерик Август Гуттен-Чапский (пол. ; 21 августа 1897, Станьково, Минская губерния — 31 января 1979, Рим) — польский аристократ, политик, военный офицер, дипломат и бальи Польского Суверенного Мальтийского Военного Ордена.
Эмерик Август Хуттен-Чапский происходил из древней дворянской семьи, внесшей большой вклад в политическую и культурную жизнь Польши . Его отцом был граф Кароль Гуттен-Чапский (1860—1904), президент Минска, а матерью — Мария Леонтина Пусловская (1870—1965). Его дедом был граф Эмерик Гуттен-Чапский (1828—1896), известный коллекционер и нумизмат, основатель Музея Эмерика Гуттен-Чапского в Кракове. Эмерик был усыновлен своим дальним родственником, графом Богданом Гуттен-Чапским, у которого не было детей, он был очень богат и был заметной и неоднозначной фигурой в польской политике. Юзеф Чапский, художник, и Мария Чапская, писательница, приходились ему двоюродными братом и сестрой. У Эмерика было две сестры: Эльжбета (1895—1930), вышедшая замуж за графа Александра Петра Моля, и Фабианна (1895—1974), вышедшая замуж за Юзефа Годлевского.

## Жизнь до войны

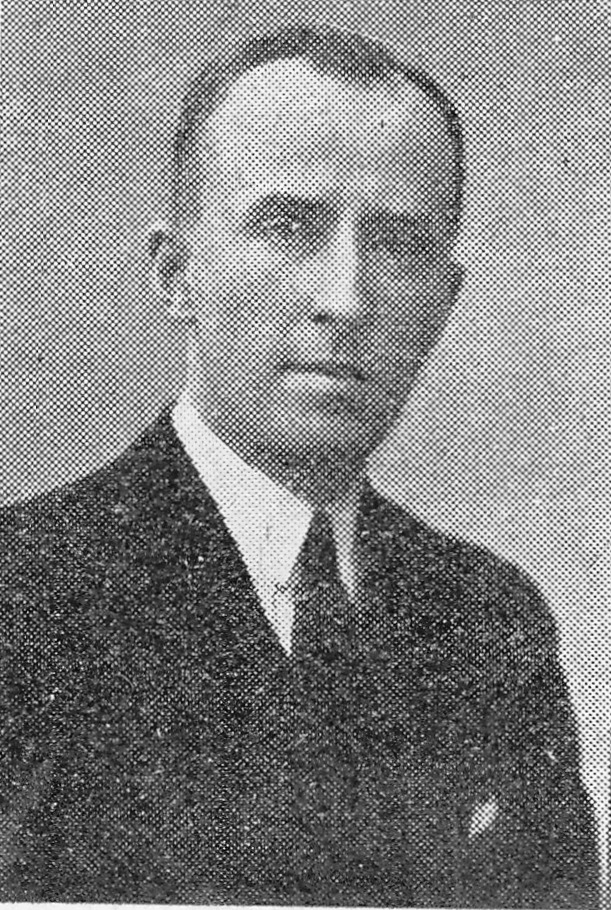
Граф Эмерик Гуттен-Чапский, 1935 год

Эмерик Гуттен-Чапский потерял отца в 1904 году, когда ему было семь лет. Его отправили в школу-интернат при бенедиктинской школе-интернате в Эттале, Бавария, Германия . После окончания учебы изучал право в университете в Санкт-Петербурге. В 1919 году он работал в продовольственной миссии Гувера Американской администрации помощи в Варшаве, а в 1920 году он был назначен ответственным за религиозные и этнические дела Минска. После этого он работал в администрации в штабе 4-й армии под командованием генерала Леонарда Скерского. С 1921 по 1923 год носил звание старосты города Столбцы. В 1922 году в его спальню бросили три бомбы, взорвалась только одна, и он пережил покушение. Он поселился в своем поместье Сынковичи, недалеко от Слонимского района. Он был очень активен в общественных делах. С 1925 по 1931 год он был членом Товарищества помещиков. С 1933 по 1939 год он был советником Вильнюсского управления сельского хозяйства. Он представлял Новогрудское воеводство в качестве депутата Сейма (парламента) в течение двух сроков, с 1930 по 1935 год. Он был вовлечен в различные другие ассоциации и торгово-экономические делегации и комиссии. В 1932 году он был принят в Польские мальтийские рыцари.

## Деятельность во время войны
Когда 17 сентября 1939 года советские войска вторглись в Польшу, Эмерик Гуттен-Чапский бежал во Францию и работал с польским правительством в Анже. Когда немцы вторглись во Францию, Чапский стал делегатом Польского Красного Креста (1940—1943). Затем он переехал в Северную Африку, где оказывал поддержку бегущим польским солдатам, пытающимся добраться до Англии, помогал защищать польские золотые запасы, отправленные в Даккар, и возглавлял дипломатическую миссию в Алжире в качестве генерального консула, пока его не сменил Каетан Моровский. Он был назначен начальником отдела по делам беженцев . В 1943 году его перевели в Лондон для работы в Министерстве иностранных дел Польши. В 1944 году он получил звание подполковника армии и был переведен в качестве политического советника в Верховный штаб союзных экспедиционных сил. В 1945 году он был включен во 2-й полк 1-й бронетанковой дивизии (Польша) под командованием генерала Станислава Мачека, который сражался в котловине Фалез и переправился через Рейн в Германию. Он был частью патруля, освобождавшего польских женщин из Армии Крайовой, которые участвовали в Варшавском восстании и были интернированы в лагерь для военнопленных Оберланген. За участие в этой акции награжден Крестом Доблести (Польша). Он посетил Дахау и концлагеря Маутхаузен-Гузен и сообщил кардиналу-примасу Августу Хлонду о выживших духовных лицах. В Нюрнберге он нашел знаменитый запрестольный Алтарь Вита Ствоша в Кракове, который был украден немцами из базилики Святой Марии в Кракове. Он был назначен делегатом Верховной комиссии генерала Владислава Андерса II корпуса (Польша) в Италии, а когда война закончилась, он поселился в Риме.

## Рим
Эмерик Гуттен-Чапский помог многим польским солдатам, застрявшим в Италии, добраться до Англии. С 1948 по 1975 год он занимал пост президента Польских мальтийских рыцарей. Он также служил судебным приставом (рыцарские ордена), а также канцлером Всемирной организации Мальтийского ордена. С 1968 года он руководил приютом мальтийских рыцарей в Риме . Он был председателем фонда, который предоставлял стипендии польским ученым в области науки. В 1972 году он создал фонд, который закупил весь необходимый мрамор, чтобы помочь в реконструкции Королевского замка в Варшаве . Чапский регулярно посещал мессу в Санто-Станислао-деи-Полакки. Он был очень близок к Святому Престолу и знал папу Пия XII, папу Иоанна XXIII, Павла VI и дружил с кардиналом Каролем Войтылой, который стал папой Иоанном Павлом II, первым польским папой, за год до смерти Эмерика.
Как и его дед, Гуттен-Чапский был большим коллекционером Полоники. Он постоянно путешествовал по Европе, посещая аукционные дома и антикваров. Он собирал множество предметов, в основном связанных с Польшей, и его страстью были книги, старые карты и виды города. Он стал признанным коллекционером и завещал музею Чпаски в Кракове коллекцию ценных книг и карт. В 1978 году Чапский составил двухтомный каталог своей коллекции польских карт. После его смерти его наследники продали оставшуюся коллекцию карт польскому государству.
Эмерик Гуттен-Чапский умер в январе 1979 года. Он был похоронен на кладбище Прима Порта в Риме рядом со своей матерью Марией Леонтиной Чапской, которая умерла в 1965 году.

## Награды
- Золотой крест за заслуги (Польша) (1944)[12][34]
- Золотой крест за заслуги перед мечами (Польша)[12]
- Крест Доблести (Польша) (1944 г.)[12]
- Великий офицер Ордена Короны Италии[12]
- Кавалер Ордена Короны Италии[12]
- Кавалер ордена «За заслуги перед Венгерским королевством»
- Кавалер Креста чести и преданности Мальтийского ордена (1933 г.)[35]
- Бальи Большого креста чести и преданности Мальтийского ордена (1946 г.)[12][35]
- Бальи-кавалер Большого креста в подчинении Мальтийского ордена (1968 г.)[12][35]
- Кавалер Большого креста ордена Святого Григория Великого (Святой Престол, 1978 г.)[12]
- Кавалер Священного Военного Константиновского Ордена Святого Георгия I степени
- Великий офицер Ордена Алауитского трона (Марокко)
- Кавалер Ордена Славы Нишан-эль-Ифтихар (Тунис)